# Wandella stuartensis
Wandella stuartensis är en spindelart som beskrevs av Gray 1994. Wandella stuartensis ingår i släktet Wandella och familjen Filistatidae. Inga underarter finns listade i Catalogue of Life.